# Centrolene andinum
Ếch cỏ Andes (Centrolene andinum) là một loài ếch trong họ Centrolenidae.
Nó được tìm thấy ở Colombia và Venezuela. Tên nó trong tiếng Tây Ban Nha là ranita de cristal Andina.
Các môi trường sống tự nhiên của chúng là các khu rừng ẩm ướt đất thấp nhiệt đới hoặc cận nhiệt đới, rừng montane nhiệt đới hoặc cận nhiệt đới, sông, vườn và các khu rừng trước đây bị suy thoái nặng nề. Nó không được xem là bị đe dọa theo IUCN.